# سایفن بودن
سایفن بودن (به آلمانی: Saifen-Boden) یک منطقهٔ مسکونی در اتریش است که در هارتبرگ فورستنفلد واقع شده‌است. سایفن بودن ۱۸٫۸۱ کیلومتر مربع مساحت دارد ۵۶۰ متر بالاتر از سطح دریا واقع شده‌است. 